# Elizabeth Patterson Bonaparte

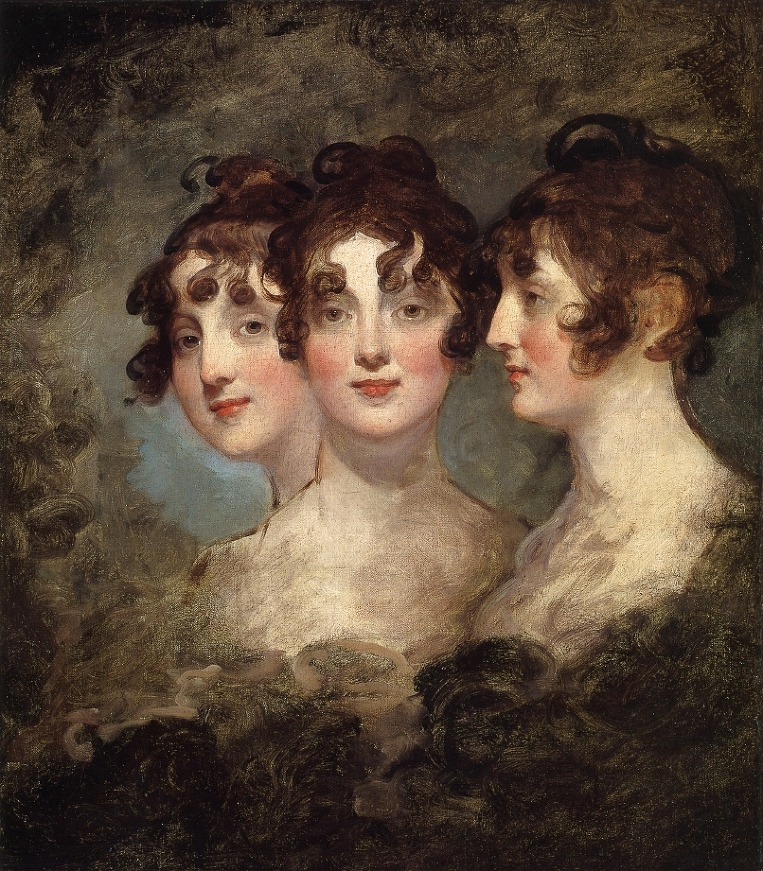
Elizabeth Patterson (3 maal), door Gilbert Stuart in 1804.

Elizabeth Patterson (Baltimore, 6 februari 1785 – aldaar, 4 april 1879), was de eerste vrouw van Jérôme Bonaparte, de broer van keizer Napoleon I.
Ze was de dochter van William Patterson, een Ierse katholieke immigrant die een van de rijkste zakenlieden in de staat Maryland was geworden.  
Ze ontmoette Jérôme Bonaparte in 1803, die naar de Verenigde Staten was gekomen nadat hij als piepjong officier van de Franse marine zijn schip in de steek had gelaten. Hij wilde zo ontkomen aan de woede van zijn broer Napoleon, toen eerste consul van Frankrijk, omdat hij in vredestijd een Brits schip had aangevallen. 
Over de precieze omstandigheden waaronder ze elkaar ontmoetten, bestaan verschillende versies. Hij zou naar Baltimore zijn gegaan, omdat hem gezegd was dat daar de mooiste vrouwen van de Verenigde Staten woonden, en Elizabeth gold als een van de mooiste vrouwen van Baltimore. Er ontstond snel een verhouding. Ze drong bij haar vader aan op een huwelijk en dreigde anders weg te lopen.
Het huwelijk vond plaats op 24 december 1803 en werd gesloten door de eerste katholieke bisschop van Baltimore. Beide echtelieden waren toen 19 jaar oud. 
Toen Napoleon Bonaparte het nieuws van het huwelijk vernam, eiste hij dat Jérôme alleen zou terugkeren, wat hij weigerde. 
In het najaar van 1804 - Napoleon was toen net keizer geworden - keerde Jérôme terug met Elizabeth, die zwanger was, op een Amerikaans schip, maar zij mocht in Frankrijk niet aan wal komen. Haar echtgenoot ontscheepte dan maar alleen, met de bedoeling Napoleon te overtuigen. Nadat Elizabeth er niet in geslaagd was in een Franse of in een Nederlandse  haven te ontschepen, ging ze naar Engeland. Op 7 juli 1805 beviel ze in Londen van een zoon: Jérôme Napoleon Bonaparte, bekend als "Bo".  
Intussen had Napoleon, bij keizerlijk decreet van 11 maart 1805, het huwelijk nietig verklaard, vanwege de minderjarigheid van Jérôme. Hij vroeg ook paus Pius VII om het huwelijk kerkelijk te annuleren, wat deze weigerde. Jérôme legde zich uiteindelijk neer bij de wil van zijn broer. Hij werd terug officier in de marine en had geen enkel contact meer met Elizabeth of haar zoon. In 1807 huwde hij opnieuw, met prinses Catharina van Württemberg.
Elizabeth keerde in 1815 terug naar Baltimore met haar zoon. Het parlement van Maryland annuleerde toen haar huwelijk met een speciale wet.
In 1821 en 1822 was ze met haar zoon in Italië om met Pauline Bonaparte, een zuster van Napoleon en Jérôme, in Rome afspraken te maken voor een financiële regeling voor Bo. Jérôme had nooit geld aan haar zoon gegeven. Ook probeerde ze tevergeefs haar zoon te koppelen aan Charlotte Bonaparte, een dochter van Jérômes oudste broer Joseph. Ze ging toen ook naar Florence, waar Jérôme in ballingschap verbleef. Volgens sommige bronnen zou ze hem toen op straat met zijn tweede vrouw hebben ontmoet, zonder iets te zeggen. Dat was de enige keer dat ze elkaar hebben weergezien. 
Elizabeth verbleef de rest van haar leven in Baltimore, waar ze op 94-jarige leeftijd overleed. Ze ligt er begraven op Greenmount Cemetery.
Ironisch genoeg trouwde de weduwe van haar broer met Richard Wellesley, de oudere broer van de eerste hertog van Wellington, die Napoleon versloeg.
- Bibsys: 2102170
- Bibliothèque nationale de France: cb12085018c (data)
- Gemeinsame Normdatei: 118893432
- International Standard Name Identifier: 0000 0000 6642 6689
- Library of Congress Control Number: n91012752
- Nationale Bibliotheek van Israël: 987007258853405171
- Nationale Bibliotheek van Polen: a0000001139163
- Nederlandse Thesaurus van Auteursnamen: 074455125
- SNAC: w6vt2cc3
- Système universitaire de documentation: 152521488
- Union List of Artist Names: 500078217
- Virtual International Authority File: 2496957
- WorldCat: E39PBJfWWDjTpb9pvjjfyJvmBP